# Mosolotshane
Mosolotshane is een dorp in het district Central in Botswana. De plaats telt 2017 inwoners (2011).